# Combined Locks
Combined Locks ist eine Gemeinde (mit dem Status „Village“) im Outagamie County im US-amerikanischen Bundesstaat Wisconsin. Im Jahr 2010 hatte Combined Locks 3328 Einwohner.
Combined Locks liegt in der Fox Cities genannten Metropolregion.

## Geografie
Der Ort liegt im Osten Wisconsins am Südufer des in den Michigansee mündenden Fox River. 
Die geografischen Koordinaten sind 44°15′57″ nördlicher Breite und 88°18′51″ westlicher Länge. Das Gemeindegebiet erstreckt sich über eine Fläche von 4,9 km². 
Nachbarorte von Combined Locks sind Little Chute (am gegenüberliegenden Nordufer des Fox River), Kaukauna (an der östlichen Gemeindegrenze), Harrison (4,3 km südlich), Kimberly (an der westlichen Gemeindegrenze) und Appleton (9,5 km westlich).
Die nächstgelegenen größeren Städte sind Green Bay am Michigansee (41,3 km nordöstlich), Wisconsins größte Stadt Milwaukee (164 km südlich), Chicago in Illinois (314 km in der gleichen Richtung), Rockford in Illinois (270 km südsüdwestlich), Wisconsins Hauptstadt Madison (179 km südwestlich), La Crosse am Mississippi (283 km westlich), Eau Claire (302 km westnordwestlich), die Twin Cities in Minnesota (433 km in der gleichen Richtung) und Wausau (164 km nordwestlich).

## Verkehr
Durch Combined Locks führen keine überregionalen Fernstraßen. Die County Highways K und CE verlaufen durch den Ort, während der County Highway HH die östliche und der County Highway N die westliche Gemeindegrenze bilden. Alle weiteren Straßen sind untergeordnete Landstraßen, teils unbefestigte Fahrwege sowie innerörtliche Verbindungsstraßen.
Durch Combined Locks führt für den Frachtverkehr eine Eisenbahnlinie der Canadian National Railway (CN) entlang des Fox River.
Die nächsten Verkehrsflughäfen sind der Outagamie County Regional Airport bei Appleton (18 km westlich) und der Austin Straubel International Airport in Green Bay (39,3 km nordöstlich).

## Bevölkerung
Nach der Volkszählung im Jahr 2010 lebten in Combined Locks 3328 Menschen in 1232 Haushalten. Die Bevölkerungsdichte betrug 679,2 Einwohner pro Quadratkilometer. In den 1232 Haushalten lebten statistisch je 2,7 Personen. 
Ethnisch betrachtet setzte sich die Bevölkerung zusammen aus 96,7 Prozent Weißen, 0,2 Prozent Afroamerikanern, 0,6 Prozent amerikanischen Ureinwohnern, 1,5 Prozent Asiaten, 0,1 Prozent Polynesiern sowie 0,3 Prozent aus anderen ethnischen Gruppen; 0,8 Prozent stammten von zwei oder mehr Ethnien ab. Unabhängig von der ethnischen Zugehörigkeit waren 2,0 Prozent der Bevölkerung spanischer oder lateinamerikanischer Abstammung. 
28,5 Prozent der Bevölkerung waren unter 18 Jahre alt, 57,3 Prozent waren zwischen 18 und 64 und 14,2 Prozent waren 65 Jahre oder älter. 49,9 Prozent der Bevölkerung waren weiblich.
Das mittlere jährliche Einkommen eines Haushalts lag bei 72.188 USD. Das Pro-Kopf-Einkommen betrug 30.189 USD. 0,4 Prozent der Einwohner lebten unterhalb der Armutsgrenze.